# Samtgemeinde Neuenkirchen
Samtgemeinde Neuenkirchen er en samtgemeinde og en selvstændig kommune med knap 10.200 indbyggere (2013), beliggende i den
vestlige del af Landkreis Osnabrück, i den tyske delstat Niedersachsen. Samtgemeindens administration ligger i byen Neuenkirchen.
Samtgemeinden blev dannet 1. juli 1972 med  "Osnabrück-Gesetz" af kommunerne Neuenkirchen, Merzen Voltlage.

## Samtgemeinderat
Samtgemeinden styres af et råd, (Samtgemeinderat) der har 26 medlemmer fra 3 partier eller grupper der ledes af en en Samtgemeindeborgmester.